# Rudina
Rudina é um município da Eslováquia, situado no distrito de Kysucké Nové Mesto, na região de Žilina. Tem 6,27 km² de área e sua população em 2018 foi estimada em 1.831 habitantes.

## Demografia
| Ano:        | 1994 | 2004   | 2014   | 2024   |
| ----------- | ---- | ------ | ------ | ------ |
| Broj ljudi: | 1497 | 1645   | 1743   | 1799   |
| Razlika:    |      | +9,88% | +5,95% | +3,21% |

| Ano:               | 2023 | 2024   |
| ------------------ | ---- | ------ |
| Número de pessoas: | 1803 | 1799   |
| Diferença:         |      | -0,22% |